# Shigeru Sarusawa
Shigeru Sarusawa (猿沢 茂 Sarusawa Shigeru?, nacido el 30 de enero de 1960 en Hiroshima) es un exfutbolista japonés que se desempeñaba como centrocampista.
Sarusawa fue elegido para integrar la selección nacional de Japón para los Copa Mundial de Fútbol Juvenil de 1979.

## Trayectoria

### Clubes
| Club  | País  | Año         |
| ----- | ----- | ----------- |
| Mazda | Japón | 1982 - 1990 |

- Datos: Q3299713